# Himekami
Himekami (姫神) est un groupe de musique new age japonais, créé en 1980 par le compositeur Yoshiaki Hoshi sous le nom de Himekami Sensation (姫神せんせいしょん, Himekami Senseishon), qui prend le nom Himekami en 1984.
Le nom du groupe est dérivé du Mont Himekami situé à Morioka dans la Préfecture d'Iwate.
Le groupe est composé en 2014 du joueur de synthétiseur Yoshiki Hoshi et des chanteurs Wakako Nakajima, Tomoko Fujii, Junko Shiwa, et Yoriko Sano.
L'album Ama Takami no Kuni est la première sortie du groupe depuis la mort du fondateur Hoshi en octobre 2004. Higher Octave Music a édité plusieurs de leurs albums aux États-Unis.

## Albums
Quatre albums sont sortis lorsque le nom du groupe était Himekami Sensation, puis 21 sous le nom actuel, ainsi que six singles
,
,
,
,
,
.

### En tant que Himekami Sensation
- Oku no Hosomichi (奥の細道?) (1981, basé sur the work de Matsuo Bashō)
- Tōno (遠野?) (1982)
- Tōno Monogatari (遠野物語?) (1982) Soundtrack of the film
- Himekami (姫神?)  (1982, thème principal du film Shiroikawa de Tetsutaro Murano)
- Himekami Densetsu (姫神伝説?)  (1983)

### En tant que Himekami
- Mahoroba (まほろば?) (1984, collaboration avec YAS-KAZ)
- Kaidō (海道?) (1985, collaboration avec YAS-KAZ, thème de NHK Gurutto Kaidō 3000km)
- Hokuten Gensō (北天幻想?) (1986)
- Setsufu (雪譜?) (1987)
- Toki o Mitsumete (時をみつめて?) (1988, bande son pour la 32e célébration de Yukunen Kurunen)
- Fūdoki (風土記?) (1989)
- Ihatove Hidakami (イーハトーヴォ日高見?) (1990)
- Zipangu Himekami (ZIPANGU姫神, Jipangu Himekami?) (1992)
- Homura (炎 -HOMURA-?) (1993, le titre "Kaze no Inori" de cet album est utilisé comme thème pour le segment "Homura Kikō" de NHK Taiga drama Homura Tatsu)
- Tsugaru (東日流?) (1994)
- Mayohiga (マヨヒガ?) (1995)
- Jōdō Mandala (浄土曼陀羅, Jōdō Mandara?) (1995)
- Kaze no Jōmon (風の縄文?) (1996)
- Kaze no Jōmon 2: Toki no Sora (風の縄文2 久遠(とき)の空?) (1997)
- Jōmon Kairyū: Kaze no Jōmon3 (縄文海流 風の縄文3?) (1998, vainqueur du 40e Japan Record Project Award)[9]
- Seed (シード, Shīdo?) (1999)
- Sennen Kairō (千年回廊?) (2000)
- Gensō Suikoden III (幻想水滸伝III?) (2002, thème d'ouverture pour la bande son originale)
- Aoi Hana (青い花?) (2003)
- Kaze no Densetsu (風の伝説?) (2004)
- Ama Takami no Kuni (天∴日高見乃國?) (2008-02-04 (sortie sur le web), 2008-04-02 (sortie en magasin)

### Singles
- Oku no Hosomichi (奥の細道?) (1981)
- Kaidō o Yuku (海道を行く?) (1985, collaboration avec YAS-KAZ, thème de NHK Gurutto Kaidō 3000km)
- Tōku he Ikitai (遠くへいきたい?) (1994, collaboration avec Oyunaa)
- Miagereba, Hanabira (見上げれば、花びら?) (1996)
- Kamigami no Uta (神々の詩?) (1998, thème de la série de TBS du titre éponyme)
- Mirai no Hitomi (未来の瞳?) (2000, thème de la série de TBS du titre éponyme)